# Fubon Senior Open
Het Fubon Senior Open was tussen 2011 en 2013 een golftoernooi van de Europese Senior Tour.
De eerste editie werd in november 2011 gespeeld op de Miramar Golf & Country Club in New Taipei City in Taiwan. Het toernooi werd voor eigen publiek gewonnen door Chien Soon Lu met een score van -12, een voorsptong van vijf slagen op amateur Lorens Chan uit de Verenigde Staten.
Het toernooi werd wegens te veel regen ingekort tot 64 holes en kwam op naam van Frankie Minoza, die op de 2de plaats eindigde.
In 2012 werd het toernooi ook met vijf slagen voorsprong geweonnen, ditmaal door de Amerikaan Tim Thelen. Het toernooirecord was 63 en kwam op naam van JD Kim, de laatste ronde 81 maakte en op de 9de plaats eindigde. Frankie Minoza werd 2de.
| Jaar | Baan                                | Speler          | Score        | Score |  |
| ---- | ----------------------------------- | --------------- | ------------ | ----- |  |
| 2011 | Miramar Golf & Country Club, Taiwan | Chien Soon Lu   | 64-71-68=204 | -12   |  |
| 2012 | Miramar Golf & Country Club, Taiwan | Tim Thelen      | 66-67-69=202 | -14   |  |
| 2013 | Miramar Golf & Country Club, Taiwan | Paul Wesselingh | 207          | -9    |  |